# Zorzines anisopleura
Zorzines anisopleura är en fjärilsart som beskrevs av Inoue 1982. Zorzines anisopleura ingår i släktet Zorzines och familjen nattflyn. Inga underarter finns listade i Catalogue of Life.